# Baciami ancora
Baciami ancora (em francês:  Encore un baiser; bra: Beije-Me Outra Vez) é um filme franco-italiano de 2010, do gênero drama romântico, dirigido e roteirizado por Gabriele Muccino.